# Aloys Müller (Mediziner)
Aloys Müller (* 22. März 1892 in Schmitten; † 12. Januar 1979 in Freiburg im Üechtland) war ein Schweizer Physiologe.

## Leben

### Familie und Ausbildung
Der katholisch getaufte, gebürtige Schmittener Aloys Müller, Sohn des Bauern Joseph Müller sowie dessen Ehegattin Elisabeth geborene Spycher, wandte sich nach dem Erwerb der eidgenössischen Maturität dem Studium der Medizin an der Universität Freiburg, der Universität Bern, der Ludwig-Maximilians-Universität München sowie der Universität Wien zu, 1919 erfolgte in Bern seine Promotion zum Dr. phil..
Aloys Müller vermählte sich im Jahre 1925 mit Frieda Güttinger. Er verstarb im Januar 1979 86-jährig in Freiburg.

### Beruflicher Werdegang
Aloys Müller trat nach seinem Studienabschluss eine Assistenzarztstelle in Basel an, 1924 eröffnete er eine Praxis für Allgemeinmedizin in Freiburg im Üechtland. 1938 folgte Müller dem Ruf auf die ausserordentliche Professur für Physiologie an der Universität Freiburg. Der ein Jahr später zum ordentlichen Professor Beförderte hielt zusätzlich die Leitung des Physiologischen Instituts inne, 1964 schied er aus diesen Funktionen aus. Im gleichen Jahr gründete Aloys Müller das Forschungsinstitut für Cardio-Angiologie, dem er bis 1978 als Direktor vorstand.
Der wissenschaftliche Arbeitsschwerpunkt Aloys Müllers lag insbesondere in der experimentellen und theoretisch-analytischen Erforschung der Hämodynamik und der Blutdruckmessung, zunächst als praktischer Arzt im eigenen Privatlabor, anschliessend an der Universität, an der er eine eigentliche Schule kardiovaskulärer Forscher initiierte. Aloys Müller erhielt 1930 den Marcel-Benoist-Preis, 1960 die Karl-Ludwig-Medaille der Deutschen Gesellschaft für Kreislaufforschung, 1958 wurde ihm die Ehrendoktorwürde der Medizinischen Fakultät der Universität Basel verliehen.

## Publikationen
- Einführung in die Mechanik des Kreislaufes, in: Emil Abderhalden (Hrsg.): Handbuch der biologischen Arbeitsmethoden, Band 8, Urban & Schwarzenberg, Berlin 1928.
- Abhandlungen zur Mechanik der Flüssigkeiten mit besonderer Berücksichtigung der Hämodynamik, Universitätsbuchhandlung, Freiburg 1936.